# Soyouz MS-10
Soyouz MS-10 (en russe : Союз МС-10) est une mission spatiale lancée le 11 octobre 2018 par une fusée Soyouz-FG dans le but de transporter jusqu'à la Station spatiale internationale deux nouveaux membres d'équipage. Deux minutes après le décollage, une défaillance du mécanisme de séparation d'un des propulseurs d'appoint provoque une collision de celui-ci avec le deuxième étage qui, endommagé, dévie le lanceur de la trajectoire prévue. Les mécanismes de sécurité déclenchent automatiquement l'éjection du vaisseau Soyouz qui continue son vol sur une trajectoire parabolique faisant subir à l'équipage une accélération de sept g. Celui-ci atterrit sain et sauf à quelques centaines de kilomètres de la base de lancement. L'incident entraîne la suspension des vols habités à destination de la station spatiale jusqu'à ce que les résultats de l'enquête soient connus et pris en compte, ce qui est fait en moins de deux mois.

## Équipage

### Principal
- Commandant Alekseï Ovtchinine (2),  Russie
- Ingénieur de vol 1 : Nick Hague (1),  États-Unis

### Réserve
- Commandant Oleg Kononenko (4),  Russie
- Ingénieur de vol 1 : David Saint-Jacques (1),  Canada

Le chiffre entre parenthèses indique le nombre de vols spatiaux effectués par l'astronaute, Soyouz MS-10 inclus.

## Objectif de la mission
La mission Soyouz MS-10 a pour objectif d'assurer la relève de l'équipage de la Station spatiale internationale réduit temporairement à trois personnes depuis le retour de la mission MS-08 le 4 octobre 2018. La fusée Soyouz-FG doit placer en orbite le vaisseau Soyouz avec à son bord deux nouveaux membres de l'équipage. Ceux-ci sont le Russe Alekseï Ovtchinine, commandant de la mission, qui a déjà un vol à son actif et l'Américain Tyler Hague au poste d'ingénieur de vol. Tyler Hague, qui effectue là son premier vol, est le premier membre du groupe d'astronautes 21 de la NASA (promotion d'astronautes de 2013) à partir en mission. Les deux hommes doivent faire partie des équipages des expéditions 57 et 58 de la station spatiale. L'équipage de réserve, qui est susceptible de remplacer les titulaires en cas de défaillance (indisponibilité pour cause de maladie, accident…) est composé du Russe Oleg Kononenko qui a déjà volé trois fois et du Canadien David Saint-Jacques dont c'est le premier vol,.
La mission devait initialement être lancée le 14 septembre mais elle est repoussée au 11 octobre. Elle devait comprendre le cosmonaute russe Nikolai Tikhonov qui aurait effectué à cette occasion son premier vol, mais un nouveau report du lancement du module russe Nauka entraîna l'ajournement de sa mission. Roscosmos, après avoir envisagé d'embarquer un passager commercial payant, décida finalement de limiter l'équipage à deux personnes et d'embarquer 62 kg de fret (5 containers de nourriture et d'autres équipements dont une imprimante 3D).

## Chronologie du lancement
Le lanceur décolle de l’aire de lancement Gagarine du cosmodrome de Baïkonour (Kazakhstan) le 11 octobre 2018 à 11 h 40 heure de Moscou. Le lancement se déroule normalement jusqu'à la séparation des quatre propulseurs d'appoint formant le premier étage du lanceur Soyouz qui a lieu à une altitude d'environ 50 kilomètres à T+117,8 secondes (T = heure de décollage). Au moment de cette séparation, un nuage de débris est observé au lieu de la « croix de Korolev » habituelle. D'après les premières investigations, un des quatre propulseurs d'appoint (le D) ne s'est pas détaché de manière normale du corps de l'étage central (deuxième étage) : une vanne de purge du réservoir d’oxygène de ce propulseur, qui est actionnée lors de la séparation pour fournir une légère poussée éloignant le sommet du propulseur du corps de la fusée, ne s'est pas ouverte comme prévu. Le propulseur est venu heurter l'étage central en l'endommageant et en modifiant sa trajectoire. Selon les premiers éléments de l'enquête, un des réservoirs de l'étage central (le second étage) a été endommagé dans la collision et le système de contrôle d'attitude du lanceur a été mis hors service. Au moment de la collision, l'équipage du vaisseau Soyouz se rend compte qu'il se passe quelque chose d'anormal : il ressent une brève phase d'apesanteur alors qu'il devait subir au contraire une accélération.

La séparation des propulseurs d'appoint
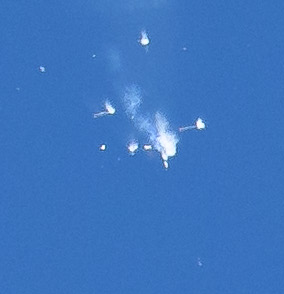
La mauvaise séparation des propulseurs d’appoint du lanceur est visible sur cette photo de Soyouz MS-10 à 50 km d'altitude.
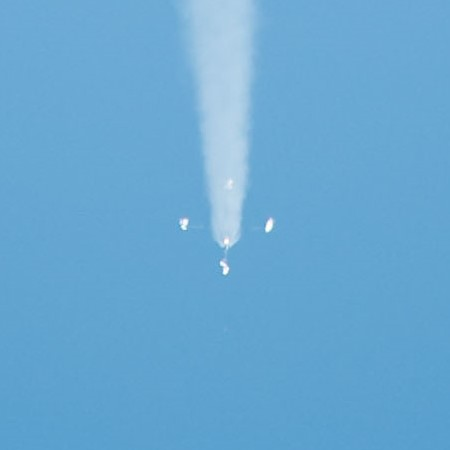
Dans le cas d'un vol nominal comme celui photographié ici, cette séparation dessine dans le ciel la croix de Korolev.

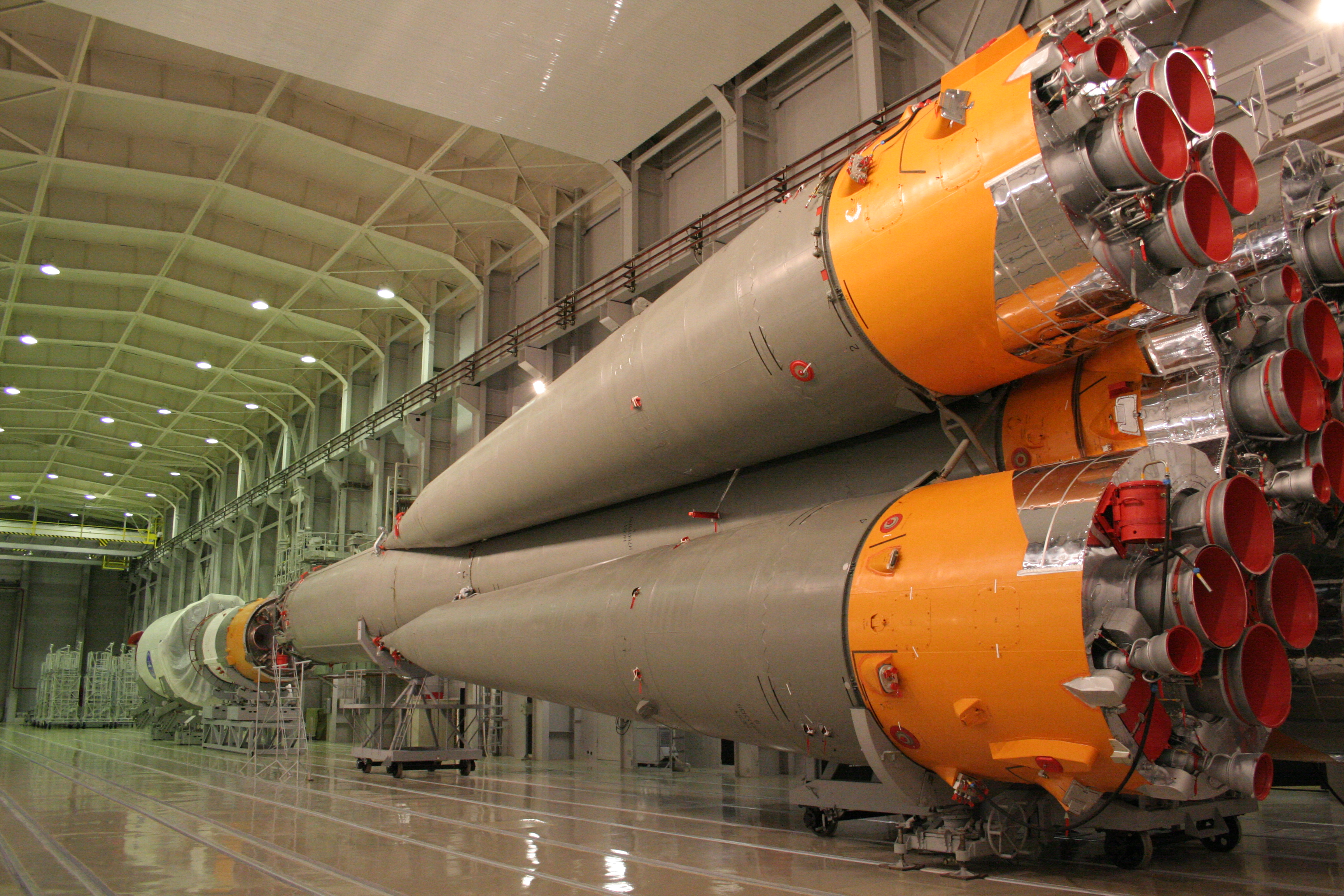
Sur cette vue du lanceur Soyouz, on aperçoit deux des propulseurs d'appoint de forme conique, faisant partie du premier étage, fixés sur le deuxième central cylindrique. Ce dernier, malgré son appellation est mis à feu dès le décollage, mais continue à fonctionner après le largage des propulseurs d'appoint.

La tour de sauvetage (dispositif chargé d'arracher le vaisseau spatial au lanceur en cas de défaillance de celui-ci) ayant été larguée comme prévu peu avant la séparation du premier étage (T+114,6), ce sont quatre petites fusées à propergol solide fixées sur la coiffe, qui sont chargées dans cette phase de vol d'éloigner le vaisseau du lanceur défaillant. Deux de ces fusées sont mises à feu lorsque l'ordinateur embarqué déclenche l'annulation de la mission, les deux autres sont mises à feu 0,32 seconde plus tard. Cette séquence se déroule de manière automatique : des capteurs de vitesse angulaire mesurent en permanence la déviation observée par rapport à la trajectoire normale : si celle-ci dépasse 7° (pour le seconde étage) ou 10° (troisième étage), l'extinction du moteur et la séparation du vaisseau sont déclenchés sans intervention de l'équipage ni du contrôle au sol. 
Dans le cas de la mission Soyouz MS-10, le dispositif de séparation est enclenché à T+122 secondes (T heure du décollage). L'équipage subit au moment de la séparation une accélération de 6,7 g liée à la puissante poussée des fusées chargées d'éloigner le vaisseau du lanceur. À T+160 secondes, le module orbital (partie du vaisseau Soyouz habituellement larguée avant le retour sur Terre) se sépare du module de descente. L'équipage se trouve alors en état d’impesanteur. Avec la vitesse acquise, le vaisseau poursuit sa montée jusqu'à atteindre une altitude de 93 km. L'état d'impesanteur se poursuit durant la chute libre ayant lieu dans le quasi vide. Puis le vaisseau atteint les couches plus denses de l'atmosphère et est violemment freiné, la décélération atteignant environ 7 g. Environ 20 minutes après le décollage,,, , l'équipage atterrit sain et sauf à 32 kilomètres à l’est de Jezkazgan, au Kazakhstan et à environ 400 kilomètres de la base de lancement. Rapatriés dans cette ville en véhicule tout-terrain, les deux hommes sont ensuite reconduits à Baïkonour en avion.

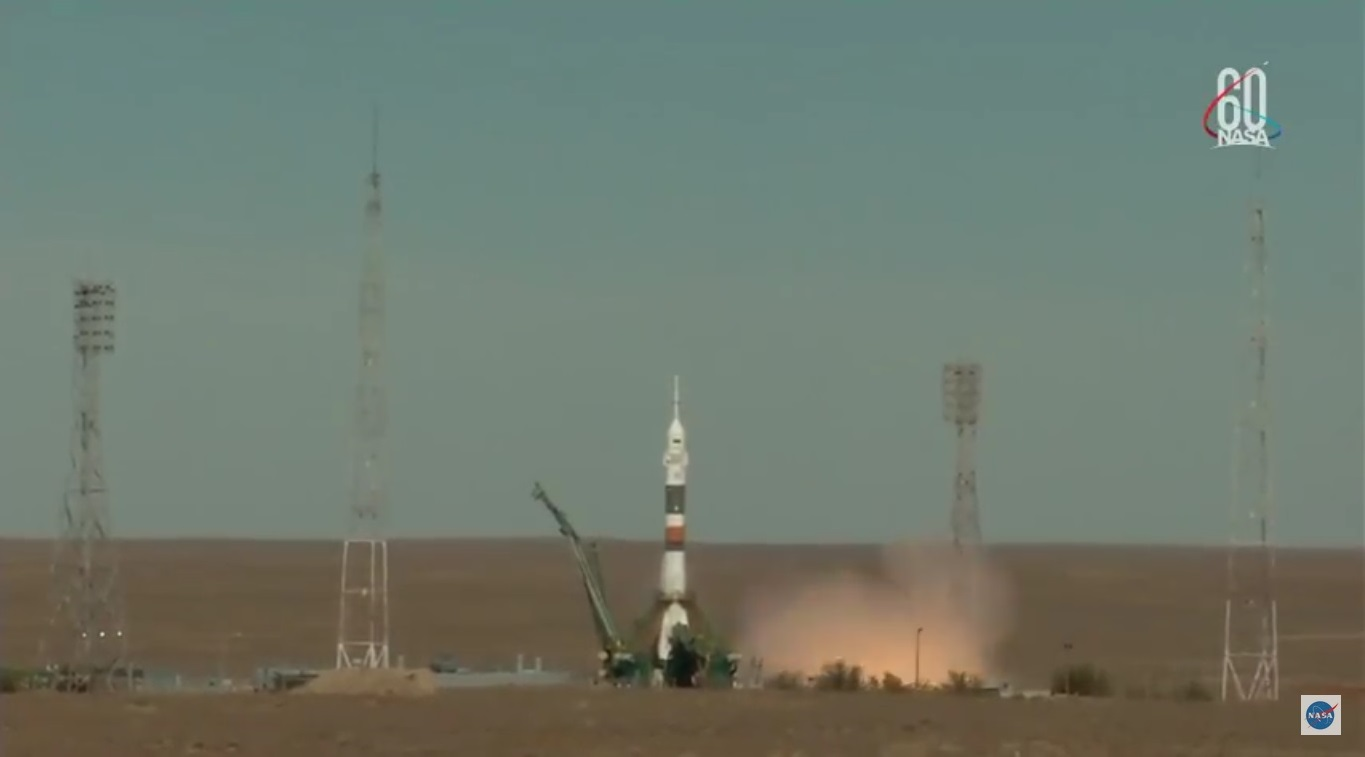
Mise à feu.
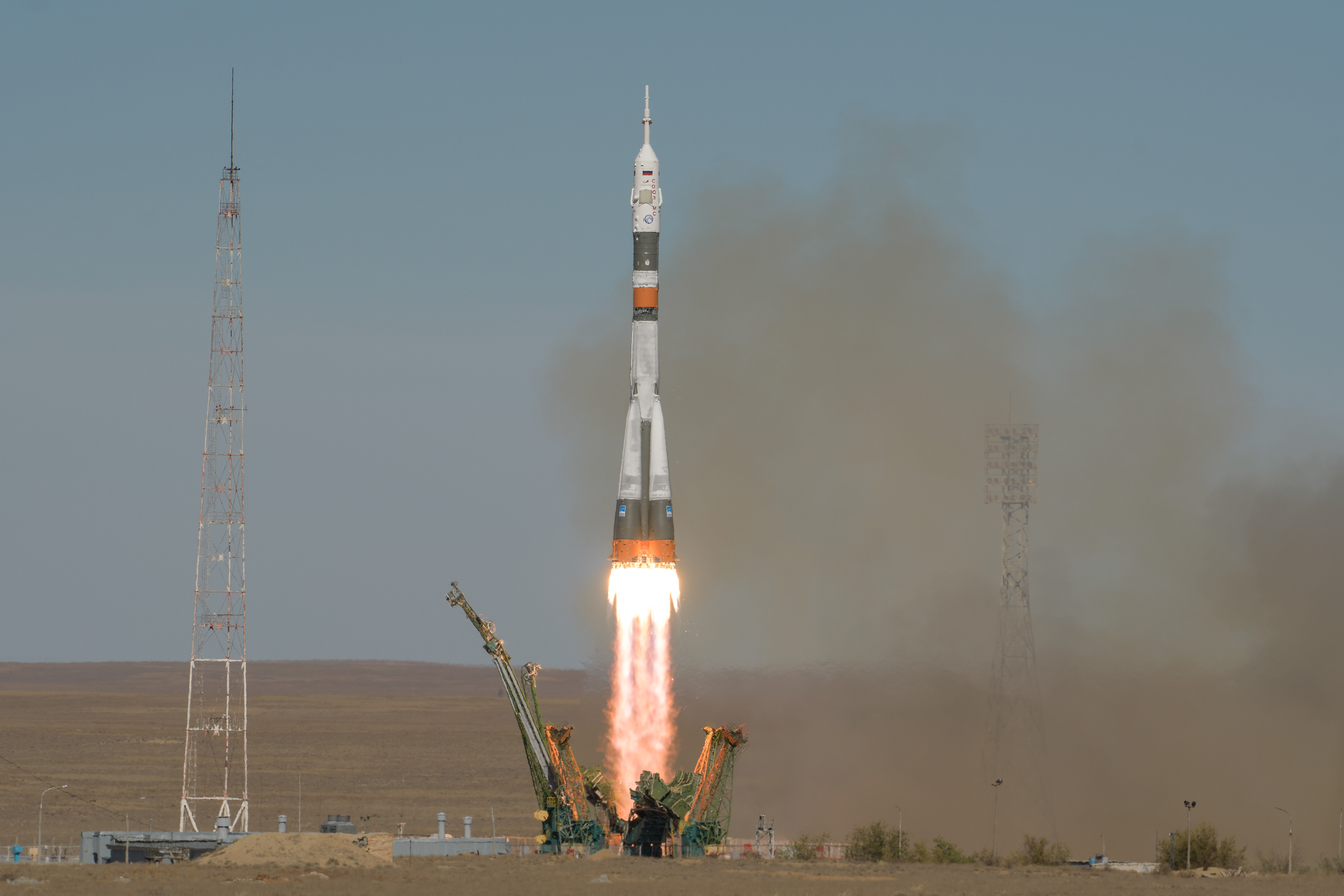
Décollage.
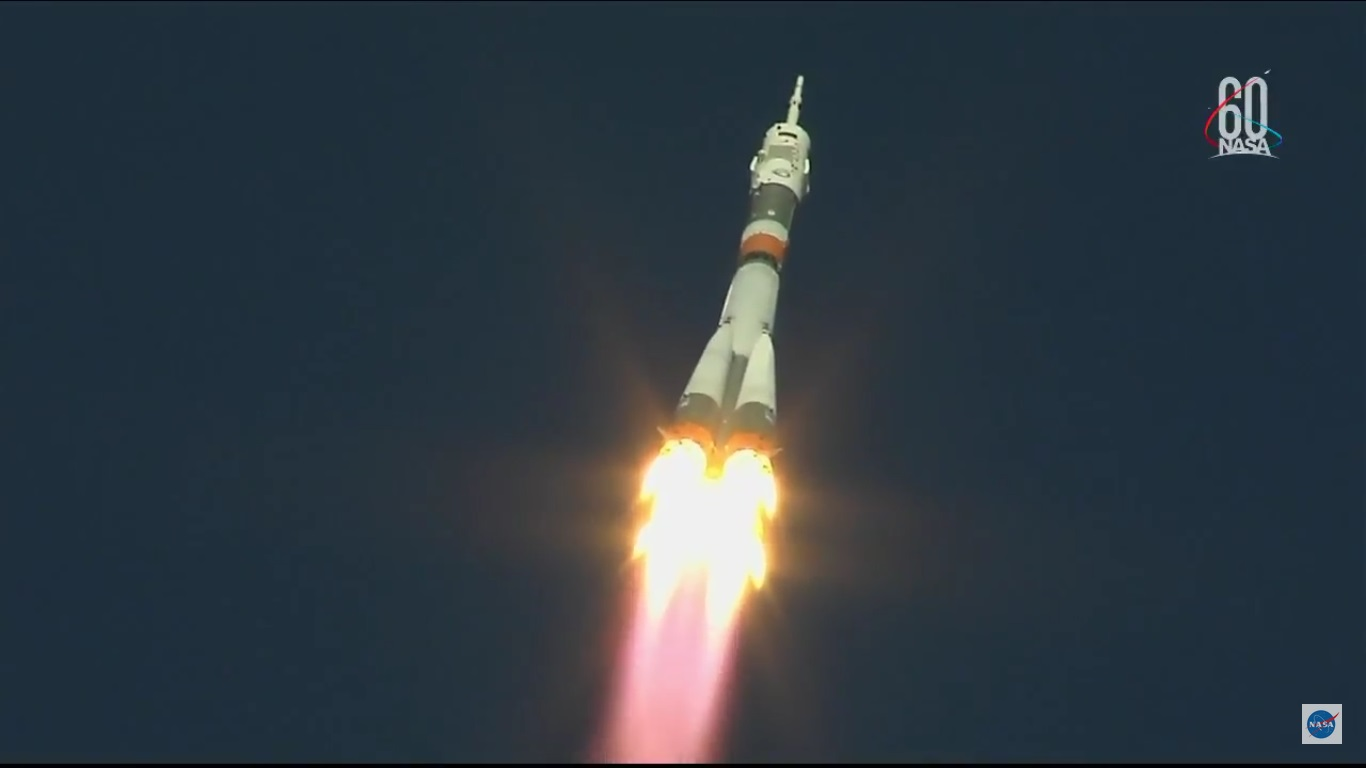
Soyouz MS-10 en vol.

## Conséquences de l'échec du lanceur

### Relève des équipages de la Station spatiale internationale
Comme c'est la règle en cas d'échec, les lancements de vaisseaux Soyouz avec équipage, qui étaient prévus, sont suspendus, en attendant les conclusions de l'enquête. La mission devait permettre de compléter l'équipage de la Station spatiale internationale qui est réduit à la date de lancement à trois personnes arrivées à bord en juin 2018 et dont le retour sur Terre est programmé en décembre. Or, au moment de cette mission, la fusée Soyouz et le vaisseau Soyouz constituent le seul moyen disponible permettant de rejoindre la station spatiale (après le retrait de la navette spatiale américaine en 2011, l'agence spatiale américaine, la NASA, envoie dans l'espace ses astronautes en utilisant le vaisseau spatial russe).
Les trois hommes d'équipage qui se trouvent au moment de l'échec dans la station spatiale disposent du vaisseau Soyouz MS-09 (celui dans lequel une perforation de la coque avait été découverte puis réparée) pour revenir sur Terre. Le retour est programmé pour décembre mais il pourrait être, si nécessaire, repoussé en janvier. Cette date constitue toutefois la limite de garantie du vaisseau. En effet, le peroxyde d'azote utilisé par les moteurs du vaisseau pour les manœuvres de retour sur Terre se décompose progressivement en oxygène et hydrogène qui produisent des bulles pouvant rendre le système de propulsion non fiable. Si aucun lanceur n'était disponible à cette échéance pour remplacer l'équipage partant, la NASA a indiqué que la station spatiale pouvait fonctionner sans équipage bien qu'elle préfèrerait ne pas aboutir à cette situation. Une autre conséquence de l'échec est l'abandon de deux sorties extravéhiculaires qui étaient planifiées. Alexander Gerst et Nick Hague avaient été entrainés ensemble pour effectuer une sortie dans le but de remplacer un ensemble de batteries associées aux panneaux solaires de la station spatiale. Alekseï Ovtchinine devait faire une sortie pour identifier l'origine du trou dans la coque du vaisseau Soyous MS-09,.

### Le lanceur Soyouz autorisé à voler pour les missions sans équipage
En attendant les résultats de l'enquête sur l'origine de l'échec, ni la Russie ni les États-Unis ne sont en mesure d'envoyer un vaisseau avec équipage dans l'espace et a fortiori vers la Station spatiale internationale. Toutefois le lanceur n'est pas interdit de vol pour l'envoi en orbite de satellites ou d'un vaisseau Soyouz inoccupé. Le lancement suivant de la fusée Soyouz a été seulement retardé de deux semaines à la suite de l'échec de la mission MS-10 (25 octobre au lieu de 11 octobre). Il a réussi la mise en orbite d'un satellite d'écoute électronique Lotos.
Le 16 novembre 2018, un cargo de ravitaillement Progress à destination de la Station spatiale internationale est lancé par une fusée Soyouz-FG. Il s'amarre à l'ISS le 18 novembre 2018,.

## Enquête
L'agence spatiale russe, Roscosmos, a immédiatement annoncé l'ouverture d'une enquête approfondie sur l'incident. Dès le 11 octobre, les restes de la coiffe ont été découverts près de la ville de Jezkazgan et transférés à Roscosmos. Le 12 octobre, les fragments des trois étages du lanceur Soyouz ont été localisés dans une zone s'étendant sur 40 kilomètres près du village de Talap dans le district d’Ulytaou. Tous ces éléments ont été rassemblés sur le site de l'établissement Progress de Samara, constructeur du lanceur. Le module de descente du vaisseau Soyouz a, quant à lui, été transféré dans les locaux de son constructeur RKK Energia à Korolev (près de Moscou) pour permettre l'analyse des données enregistrées durant le vol. Le vaisseau Soyouz de la mission MS-10 est le premier à disposer d'un nouveau système de collecte des télémesures Astra qui remplace l'ancien système Skut-40 et permet de suivre de manière plus efficace les nombreux événements qui s'enchainent durant un lancement. Ce nouveau système a été mis en place pour analyser de manière systématique le déroulement des vols afin d'identifier les causes potentielles d'échec.
La commission d'enquête rend ses conclusions le 31 octobre 2018. Elle a déterminé que la cause de l'échec était la défaillance d'un capteur sur le propulseur d'appoint “bloc D”. Celui-ci déclenche l'ouverture des vannes de purge du réservoir d'oxygène situées à l'extrémité supérieure du propulseur, la poussée ainsi générée permettant d'éloigner le propulseur de l'étage central. Le propulseur a alors heurté l'étage central provoquant la rupture d'un réservoir puis l'abandon d'urgence de la mission. La cause initiale de la défaillance est une mauvaise manipulation au moment de l'assemblage du lanceur à Baïkonour ayant provoqué une déformation de 6° 45′ de la tige du capteur. Des vérifications supplémentaires de ces capteurs seront effectuées sur les lanceurs en cours de préparation au lancement.

## Retour des vols du lanceur Soyouz avec équipage
L'enquête ayant clairement identifié les causes de l'échec et les mesures préventives visant à éviter sa reproduction étant mises en place, le lanceur Soyouz est de nouveau autorisé à transporter des équipages le 31 octobre 2018. Les missions desservant la Station spatiale internationale peuvent reprendre. Le nouveau calendrier de relève des équipages permettra d'éviter de laisser la station inoccupée.
- Le 3 décembre 2018, La mission Soyouz MS-11 transporte vers l'ISS l'équipage composé de Oleg Kononenko ( Russie), Anne McClain ( États-Unis) et David Saint-Jacques ( Canada)[17].
- Le 20 décembre 2018, l'équipage de l'expédition 57 composé de Sergueï Prokopyev ( Russie), Serena M. Auñón-Chancellor ( États-Unis) et Alexander Gerst ( Allemagne), à bord de l'ISS depuis le 3 juin 2018, revient sur Terre en utilisant le vaisseau Soyouz MS-09[18].

## Précédents échecs du lanceur Soyouz
Le lanceur Soyouz, qui a plus de 1 800 vols à son actif, est d'une fiabilité reconnue. Toutefois deux vols chargés de placer en orbite des satellites ont été des échecs au cours des sept dernières années (2011, 2016). En ce qui concerne les lancements de Soyouz avec équipage, il s'agit du premier échec depuis 35 ans. Le lanceur n'a connu que deux autres défaillances pour les missions habitées : 
- Soyouz T-10-1 (26 septembre 1983) : un incendie s'étant déclaré quelques secondes avant le décollage, la tour de sauvetage a arraché la capsule contenant les cosmonautes avant l'explosion et ceux ci ont effectué un court vol balistique avant de revenir sur Terre.
- Soyouz 18a (5 avril 1975) : le troisième étage a été mis à feu sans réussir à larguer complètement le deuxième étage obligeant l'équipage à interrompre la mission et à revenir sur Terre après avoir effectué un vol balistique.

### Article de presse
- Killian Temporel, « Soyouz MS-10ː un accident révélateur », Espace & Exploration n°48,‎ novembre-décembre 2018, p. 48 à 51 (ISSN 2114-1320)